# Бамбергер, Ойген (химик)
Ойген Бамбергер (нем. Eugen Bamberger; 19 июля 1857 — 10 декабря 1932) — немецкий химик, первооткрыватель перегруппировки Бамбергера и синтеза триазина по Бамбергеру.

## Биография и достижения
Бамбергер начал изучать медицину в 1875 году в Берлинском университете, но через год сменил предмет и университет, начав изучать естественные науки в Гейдельбергском университете в 1876 году. В том же году он вернулся в Берлин и занялся химией.
Он получил степень доктора философии за работу с Августом Вильгельмом фон Хофманом в Берлине и стал ассистентом Карла Фридриха Августа Раммельсберга в Шарлоттенбурге, а в 1883 году — Адольфа фон Байера в Мюнхенском университете, где после хабилитации в 1891 году он стал доцентом по химии.
В 1893 году в Цюрихской технической школе (Eidgenössische Technische Hochschule Zürich, ETH Zurich) его назначили профессором, где он оставался до тех пор, пока тяжелая болезнь не заставила его уйти с этой должности в 1905 году. До конца жизни Бамбергер страдал от ограниченного контроля над правой рукой и сильной головной боли. Тем не менее он занимался исследовательской работой в частной лаборатории при ETH Zurich. Последние годы жизни Бамбергер жил в Понте-Трезе, Тичино, где и умер в 1932 году.